# حارة الخبرات (صنعاء)
حارة الخبرات هي إحدى حارات حي شعوب بمديرية شعوب إحد مديريات العاصمة اليمنية صنعاء، بلغ تعداد سكانها 1102 نسمة حسب تعداد اليمن لعام 2004.